# 双洋特曲
双洋特曲是江蘇泗洪出产的一系列白酒，源于1962年国营五里江农场成立的小江号酒坊，后数度易名。双洋特曲以高粱为主料，用大麦、小麦和豌豆制成的高温大曲为糖化发酵剂，经低温入窖和双轮发酵等工艺酿制而成的浓香型白酒。。酒厂因位于双沟大曲酒厂和洋河酒厂之间，建厂时又受到两厂大力支援，因而命名产品为双洋。